# Игор Куценок
Игор Куценок е български психиатър, който от 1996 г. работи в университета в Сан Диего - Калифорния, САЩ. Там той е директор на Центъра по зависимости и зависими поведения. Той е женен за актрисата Мариана Димитрова до нейната смърт през 2005 г.

## Биография
Завършил e медицина в Киев през 1982 г., а от 1983 г. е асистент в Катедрата по психиатрия в Медицинска академия - София. От 1985 до 1995 г. работи последователно като асистент, старши асистент, главен асистент, медицински директор, ръководител на отдел в Националния център по наркомании в София.
През 1994-1996 г. работи в Лондонския университет, Департамент по зависими поведения, където защитава научна степен.
През 1996 г. е поканен на работа в Калифорнийския университет в Сан Диего – САЩ, където понастоящем работи като професор по психиатрия и директор на Центъра по зависимости и зависими поведения.
През 2014-2016 – Директор сектор „Терапия и рехабилитация на наркомании“, ООН, Виена
Игор Куценок преподава на студенти по медицина и психология, както и на резиденти по психиатрия. Автор е на над 50 научни публикации, автор на две и съавтор на пет книги, издадени в САЩ и други страни, най-значими сред които са 5-о издание на Textbook of Substance Abuse, публикувано през 2004 година, Handbook of Community Psychiatry (2012), Substance Abuse Disorders (2011), Collections on Addictions (2010). През последните години Игор е обучавал различни групи професионалисти в САЩ, Латинска Америка, Европа и Югоизточна Азия.

## Професионални интереси
- Какво прави лечението на зависимости ефективно,
- Мотивационни подходи и проблемът на мотивация,
- Терапевтични възможности при зависими лица с криминално поведение,
- Ефективни обучителни техники в областта на зависими поведения,
- Дългосрочни програми за поведенческо реструктуриране.

## Семейство
Женен, има три деца – Александра (23), Борис (6) и Максим (3).